# The Substitute (film 2015)
The Substitute è un cortometraggio del 2015 diretto da Nathan Hughes-Berry.

## Trama
Un giovane insegnante accetta un lavoro presso una strana scuola privata dove i ragazzi hanno uno strano potere sulle ragazze...

## Distribuzione
Il film ha partecipato a numerosi festival, fra cui l'Aesthetica Short Film Festival, il British Horror Film Festival, il Brno International Noncommercial Film and Video Festival, il Fantastic Cinema Festival, lo Slamdance Film Festival, The Smalls Festival, l'Amsterdam Fantastic Film Festival, il Colchester Film Festival, il Dresden Film Festival, il Festival internazionale del cinema di Porto, il Kaohsiung Film Festival, l'Oaxaca FilmFest, il Bucheon International Fantastic Film Festival e il Sacramento Horror Film Festival.

## Riconoscimenti
- Aesthetica Short Film Festival
  - 2015 - Miglior thriller
- British Horror Film Festival
  - 2015 - Miglior attore a Ben Kerfoot
- Brno International Noncommercial Film and Video Festival
  - 2015 - Menzione d'onore
- Fantastic Cinema Festival
  - 2015 - Grand Jury Award al Miglior cortometraggio, Miglior sceneggiatura di un cortometraggio, Miglior regia di un cortometraggio
- Slamdance Film Festival
  - 2015 - Screenplay Competition Award, secondo classificato
- The Smalls Festival
  - 2015 - Best drama